# Пітер Ферраро
Пітер Ферраро (англ. Peter Ferraro, нар. 24 січня 1973, Порт-Джефферсон, Саффолк, Нью-Йорк, США) — американський хокеїст, що грав на позиції крайнього нападника. Грав за збірну команду США.

## Кар'єра гравця
Ферраро народився в Порт-Джефферсон, Нью-Йорк. Хокейну кар'єру розпочав 1990 року в ХЛСШ.Став першим з близнюків, якого було обрано в 1992 році для участі в драфті НХЛ під 24-м загальним номером командою «Нью-Йорк Рейнджерс». 
Під час своєї кар'єри в НХЛ захищав кольори клубів «Нью-Йорк Рейнджерс», «Піттсбург Пінгвінс», «Бостон Брюїнс» та «Вашингтон Кепіталс». Незважаючи на майже 30-річну кар'єру професіонального хокеїста Пітеру так і не вдалося зіграти 100 матчів у НХЛ. Загалом він провів 94 матчі в НХЛ, включаючи 2 гри плей-оф Кубка Стенлі, а його брат Кріс зіграв лише 74 матчі.
Обидва брати виступали за ДЕГ Метро Старз у сезоні 2005/06 років. Ферраро підписав контракт з «Нью-Йорк Айлендерс» і брав участь у тренуваннях команди в сезоні 2006/07 років. Як раніше зазначав Пітер, він прийняв позицію від команди з нижчої ліги, «Бріджпорт Саунд Тайгерс», оскільки він так і не зміг пробитися в основу команди НХЛ. 27 березня 2009 року «Лас-Вегас Ранглерс» оголосили, що Ферраро було дискваліфіковано на решту регулярного сезону та плей-оф через бійку Пітера поза хокейним майданчиком з гравцем команди-суперниці (хоч ще під час матчу між ними вже відбулася бійка). Під час цієї ж бійки брат Пітера, Кріс, отримав перелом ноги, через що змушений був пропустити решту сезону, а згодом і взагалі завершити кар'єру гравця. 1 квітня 2009 року «Лас-Вегас Ранглерс» розірвав з ним контракт.

## Особисте життя
На даний час Пітер разом зі своїм братом Крісом керує «Ferraro Brothers Elite Hockey», який виступає на Льодовій арені Ньюбридж в Бельморі, штат Нью-йорк. У 2012 році вони стали фіналістами Портленд Пайретс Голл оф Фейм.

## Досягнення та нагороди
- 1992 рік: Потрапив до символічної збірної Усіх Зірок на молодіжному чемпіонаті світу з хокею (на позиції форварда)[6].
- 1994 рік: потрапив до складу хокейної збірної США

## Статистика
| Сезон        | Клуб                      | Ліга         | Регулярний сезон | Регулярний сезон | Регулярний сезон | Регулярний сезон | Регулярний сезон | Плей-оф | Плей-оф | Плей-оф | Плей-оф | Плей-оф |
| Сезон        | Клуб                      | Ліга         | І                | Г                | П                | О                | ШХ               | І       | Г       | П       | О       | ШХ      |
| ------------ | ------------------------- | ------------ | ---------------- | ---------------- | ---------------- | ---------------- | ---------------- | ------- | ------- | ------- | ------- | ------- |
| 1990–91      | «Дьюбук Файтінг Сейнтс»   | ХЛСШ         | 29               | 21               | 31               | 52               | 83               | —       | —       | —       | —       | —       |
| 1991–92      | «Уотерлоу Блек Гоукс»     | ХЛСШ         | 21               | 23               | 28               | 51               | 76               | —       | —       | —       | —       | —       |
| 1991–92      | «Дьюбук Файтінг Сейнтс»   | ХЛСШ         | 21               | 25               | 25               | 50               | 92               | —       | —       | —       | —       | —       |
| 1992–93      | «Університет Мену»        | Х-Схід       | 36               | 18               | 32               | 50               | 106              | —       | —       | —       | —       | —       |
| 1993–94      | «Університет Мену»        | Х-Схід       | 4                | 3                | 6                | 9                | 16               | —       | —       | —       | —       | —       |
| 1994–95      | «Бінгемптон Рейнджерс»    | АХЛ          | 12               | 2                | 6                | 8                | 67               | 11      | 4       | 3       | 7       | 51      |
| 1994–95      | «Аталанта Найтс»          | МХЛ          | 61               | 15               | 24               | 39               | 118              | —       | —       | —       | —       | —       |
| 1995–96      | «Бінгемптон Рейнджерс»    | АХЛ          | 68               | 48               | 53               | 101              | 157              | 4       | 1       | 6       | 7       | 22      |
| 1995–96      | «Нью-Йорк Рейнджерс»      | НХЛ          | 5                | 0                | 1                | 1                | 0                | —       | —       | —       | —       | —       |
| 1996–97      | «Бінгемптон Рейнджерс»    | АХЛ          | 75               | 38               | 39               | 77               | 171              | 4       | 3       | 1       | 4       | 18      |
| 1996–97      | «Нью-Йорк Рейнджерс»      | НХЛ          | 2                | 0                | 0                | 0                | 0                | 2       | 0       | 0       | 0       | 0       |
| 1997–98      | «Піттсбург Пінгвінс»      | НХЛ          | 29               | 3                | 4                | 7                | 12               | —       | —       | —       | —       | —       |
| 1997–98      | «Нью-Йорк Рейнджерс»      | НХЛ          | 1                | 0                | 0                | 0                | 2                | —       | —       | —       | —       | —       |
| 1997–98      | «Гартфорд Вулф Пак»       | АХЛ          | 36               | 17               | 23               | 40               | 54               | 15      | 8       | 6       | 14      | 59      |
| 1998–99      | «Провіденс Брюїнс»        | АХЛ          | 16               | 15               | 10               | 25               | 14               | 19      | 9       | 12      | 21      | 38      |
| 1998–99      | «Бостон Брюїнс»           | НХЛ          | 46               | 6                | 8                | 14               | 44               | —       | —       | —       | —       | —       |
| 1999–00      | «Провіденс Брюїнс»        | АХЛ          | 48               | 21               | 25               | 46               | 98               | 13      | 5       | 7       | 12      | 14      |
| 1999–00      | «Бостон Брюїнс»           | НХЛ          | 5                | 0                | 1                | 1                | 0                | —       | —       | —       | —       | —       |
| 2000–01      | «Провіденс Брюїнс»        | АХЛ          | 78               | 26               | 45               | 71               | 109              | 17      | 4       | 5       | 9       | 34      |
| 2001–02      | «Вашингтон Кепіталс»      | НХЛ          | 4                | 0                | 1                | 1                | 0                | —       | —       | —       | —       | —       |
| 2001–02      | «Портленд Пайретс»        | АХЛ          | 67               | 21               | 37               | 58               | 119              | —       | —       | —       | —       | —       |
| 2002–03      | «Портленд Пайретс»        | АХЛ          | 59               | 22               | 41               | 63               | 123              | 3       | 0       | 2       | 2       | 16      |
| 2003–04      | «Спрінгфілд Фелконс»      | АХЛ          | 64               | 19               | 31               | 50               | 100              | —       | —       | —       | —       | —       |
| 2004–05      | СК «Седертельє»           | ШХЛ          | 12               | 2                | 1                | 3                | 6                | —       | —       | —       | —       | —       |
| 2004–05      | «Сірак'юс Кранч»          | АХЛ          | 48               | 9                | 17               | 26               | 75               | —       | —       | —       | —       | —       |
| 2005–06      | «ДЕГ Метро Старс»         | ДХЛ          | 41               | 13               | 14               | 27               | 98               | 13      | 2       | 4       | 6       | 48      |
| 2006–07      | «Бріджпорт Саунд Тайгерс» | АХЛ          | 37               | 10               | 10               | 20               | 37               | —       | —       | —       | —       | —       |
| 2006–07      | «Пеорія Рівермен»         | АХЛ          | 12               | 3                | 3                | 6                | 6                | —       | —       | —       | —       | —       |
| 2007–08      | «Лас-Вегас Ранглерс»      | ЕКХЛ         | 68               | 36               | 37               | 73               | 90               | 20      | 8       | 13      | 21      | 12      |
| 2008–09      | «Лас-Вегас Ранглерс»      | ЕКХЛ         | 52               | 16               | 14               | 30               | 73               | —       | —       | —       | —       | —       |
| Усього в НХЛ | Усього в НХЛ              | Усього в НХЛ | 92               | 9                | 15               | 24               | 58               | 2       | 0       | 0       | 0       | 0       |